# Cut the Crap!
Cut the Crap! è il secondo album degli AB/CD, pubblicato nel 1995 per l'etichetta discografica BMG/RCA Records.
Il tema dell'album era la ridicolizzazione del music business e di musicisti pop. Il titolo originale del brano Mikey's Butt era Bolton's Butt ("le chiappe di Michael Bolton"); Six Foot Down Below era dedicato a Madonna, Too Short To Be The King a Prince, Rock'n'Rolex a Yngwie Malmsteen". Il brano poi scartato Cracked And Wacko era un'aspra critica a Michael Jackson originariamente intitolata Wako Jako (Jako era il soprannome di Jackson), venne poi incluso nella compilation del 2002 The Encyclopedia Of Swedish Hard Rock And Heavy Metal, Volume II.

## Tracce
1. White Moonshine Whiskey Maker – 4:21
2. Mikey's Butt – 4:16
3. Twelve Beers – 3:14
4. Attack Of The Perfumed Turd – 4:02
5. Too Short To Be The King – 3:09
6. Six Feet Down Below – 3:36
7. MTV Recipe – 3:32
8. Face Lift Boogie – 3:59
9. Bengus Handjob – 1:07
10. Rock'n'Rolex – 3:49
11. Elvis, Bugs & Oldies – 3:53

## Formazione
- Braijan (Mats Levén) - voce
- Bengus (Bengt Ljungberger)  - chitarra
- Nalcolm (Björn Nalle Påhlsson) - chitarra
- Clim (Jim Gustavsson) - basso
- Flint (Nicco Wallin) - batteria